# Pont de Sant Pere
El pont de Sant Pere és una construcció del municipi de Terrassa (Vallès Occidental) que uneix el barri del Centre i l'Antic Poble de Sant Pere, protegida com a bé cultural d'interès local. Enllaça el carrer de la Creu Gran amb la plaça de Mossèn Homs, que dona accés al conjunt monumental de les esglésies de Sant Pere.

## Descripció

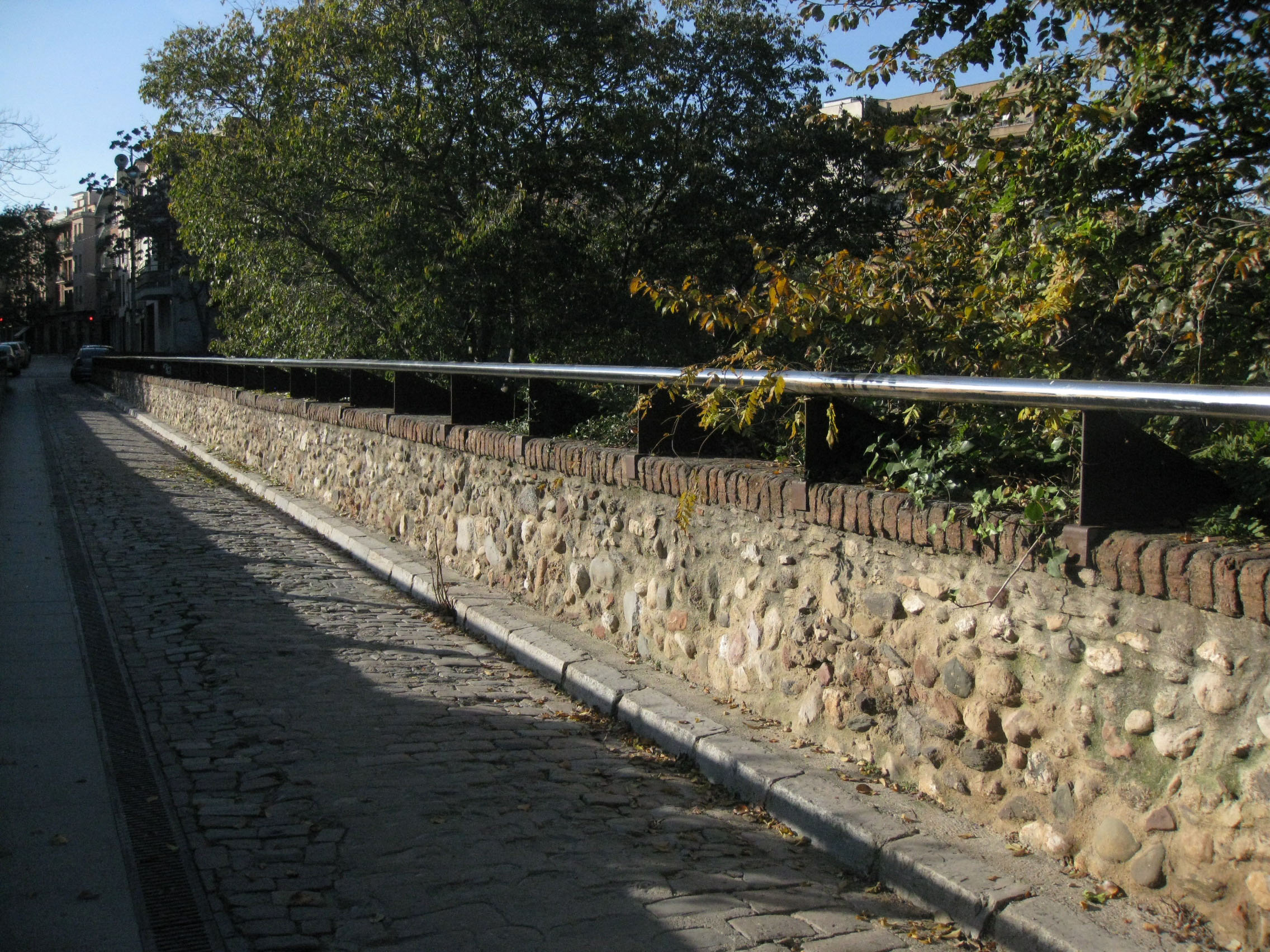
Vista de la calçada del pont, amb la barana de nova construcció

Es tracta d'un pont monumental construït sobre el torrent de Vallparadís com a nexe d'unió entre la vila de Terrassa i el poble de Sant Pere. Consta de tres arcs de diferent amplada, el central de mig punt, més ample, i els laterals amb arc apuntat. És construït en paredat comú, excepte en zones angulars que són carreus. L'alçada màxima és de 19,30 metres i la llargada de 57 metres; d'amplada fa 3,50 metres.
Al seu redós s'hi han conreat tradicionalment petits horts, fins que el torrent fou urbanitzat per donar lloc al parc de Vallparadís.

## Història

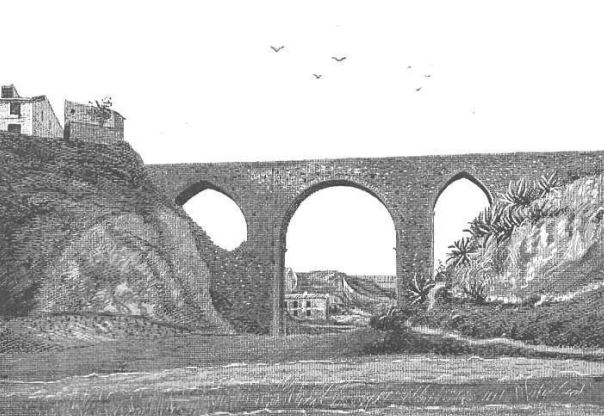
El pont al 1890

El projecte de construcció del pont data de l'any 1579, en què els consellers de l'antic poble de Sant Pere van decidir bastir un pont sobre el torrent de Vallparadís i el van encarregar al mestre d'obres Pere Pomers, que fou substituït el 1609 per Ramon Suris. Les obres van durar molts anys a causa de problemes diversos, sobretot de finançament, i no es van acabar fins al 1626.
El 12 de juny del 1918 es va presentar una moció a l'Ajuntament per transformar el pont en un terraplè, tot i que es va rebutjar la proposta per 10 vots contra 8.
El 1999 va ser objecte d'una reforma polèmica a causa de la barana que s'hi va instal·lar, que no s'adeia amb el caràcter històric del pont. El 2006 es va tancar definitivament a la circulació de vehicles i només hi poden passar els vianants.